# Lennart Söderberg
Lennart Söderberg (Torpshammar, Suecia, 7 de julio de 1943–Västerås, 13 de octubre de 2022) fue un futbolista y entrenador de fútbol sueco que jugaba en la posición de defensa.

## Carrera

### Club
| Periodo   | Club          |
| --------- | ------------- |
| 1959–1961 | AIK Solna     |
| 1961      | GIF Sundsvall |
| 1962–1968 | AIK Solna     |
| 1968–1970 | Ljusdals IF   |
| 1970      | AIK Solna     |
| 1972      | Ulriksdals SK |

### Selección nacional
Jugó para Suecia en dos ocasiones entre 1963 y 1965 sin anotar goles.

### Entrenador
| Periodo   | Club                 |
| --------- | -------------------- |
| 1967–1969 | Ljusdals IF          |
| 1971–1972 | Ulriksdals SK        |
| 1973–1975 | Gefle IF             |
| 1975–1980 | Västerås SK          |
| 1981–1982 | IFK Eskilstuna       |
| 1983–1984 | Odds BK              |
| 1984      | Västerås SK          |
| 1985–1986 | Vasalunds IF         |
| 1987–1989 | Gefle IF             |
| 1990–1991 | Ikast FS             |
| 1993      | Anorthosis Famagusta |
| 1993–1994 | Syrianska FC         |
| 1994–1997 | Västerås SK          |
| 1997      | IFK Malmö            |
| 1998      | IFK Eskilstuna       |
| 2001      | Köpings FF           |
| 2004      | Västerås SK          |

## Logros
- Primera División de Suecia: 1

1996